# Eric Franke
Eric Franke (Berlino, 16 agosto 1989) è un bobbista ed ex velocista tedesco, medaglia d'argento olimpica nel bob a quattro a Pyeongchang 2018.

## Biografia
Prima di dedicarsi al bob, Franke ha praticato l'atletica leggera nelle discipline veloci quali i 100 e i 200 metri piani, vincendo un titolo nazionale nella staffetta 4×100 m nel 2011.
Compete dal 2014 come frenatore per la squadra nazionale tedesca. Debuttò in Coppa Europa nel dicembre 2014 disputando alcune gare della stagione 2015/15 e alternandosi negli equipaggi condotti da Albrecht Klammer, Richard Oelsner e Johannes Lochner. Si distinse nelle categorie giovanili vincendo la medaglia d'oro ai mondiali juniores di Altenberg 2015 spingendo il bob a quattro pilotato da Richard Oelsner.
Esordì in Coppa del Mondo nella stagione 2014/15, il 10 gennaio 2015 ad Altenberg classificandosi undicesimo nel bob a due. Nella stessa località tedesca, il 29 novembre 2015, ottenne il anche suo primo podio nel bob a quattro e il 13 dicembre 2015 la sua prima vittoria a Schönau am Königssee, sempre nel bob a quattro e con Nico Walther alla guida della slitta. Cinque anni dopo centrò anche la sua prima vittoria nella specialità biposto imponendosi a Innsbruck il 12 dicembre 2020 in coppia con Johannes Lochner.

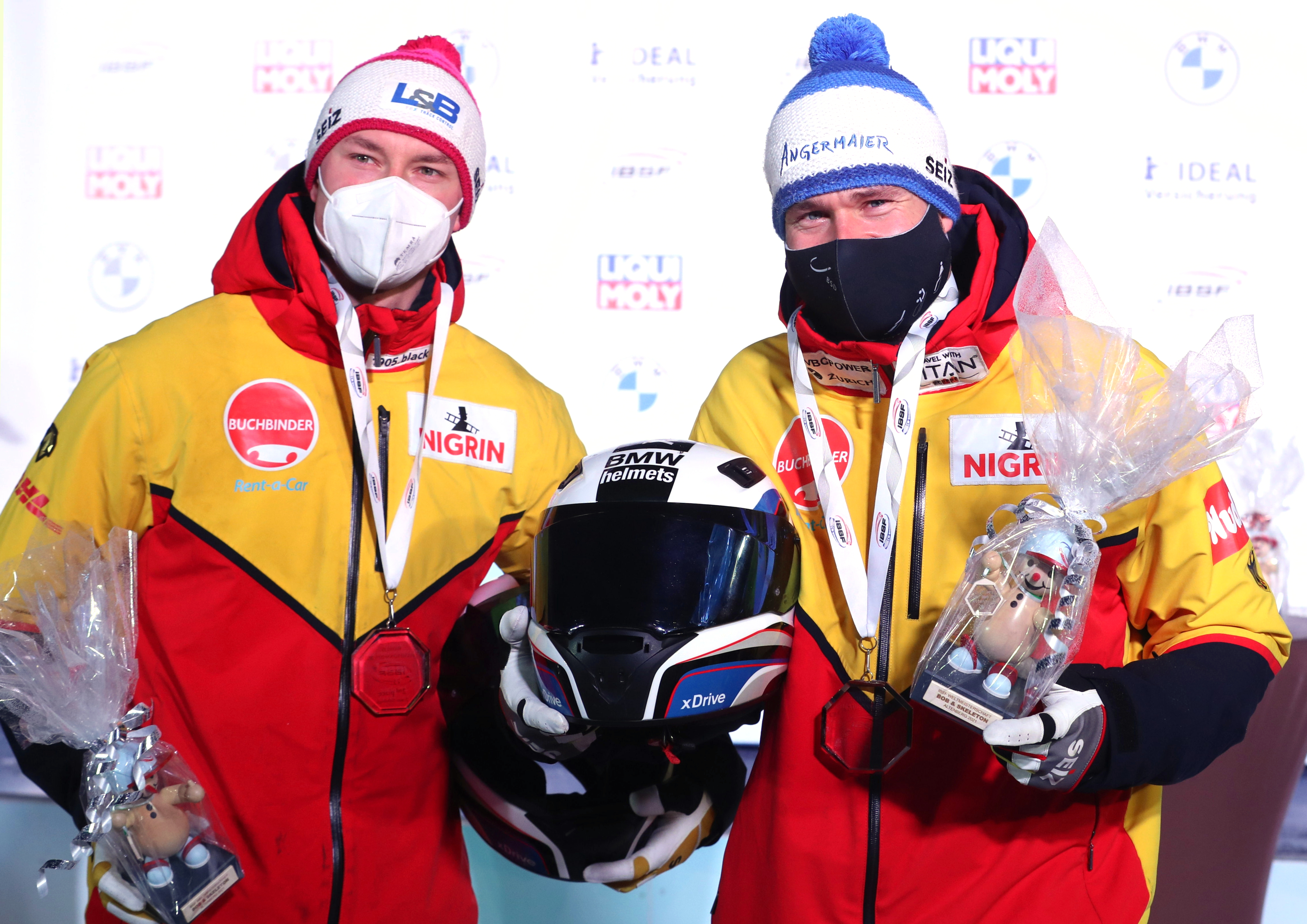
Franke (a sinistra) e Johannes Lochner con la medaglia d'argento vinta nel bob a due ai campionati mondiali di Altenberg 2021

Ha partecipato ai Giochi olimpici invernali di Pyeongchang 2018, vincendo la medaglia d'argento nel bob a quattro con Nico Walther, Kevin Kuske e Alexander Rödiger.
Prese inoltre parte a sei edizioni dei campionati mondiali, conquistando un totale di due medaglie di bronzo. Nel dettaglio i suoi risultati nelle prove iridate sono stati, nel bob a due: nono a Winterberg 2015, undicesimo a Igls 2016, ottavo a Schönau am Königssee 2017, quarto ad Altenberg 2020 e medaglia d'argento ad Altenberg 2021 con Johannes Lochner; nel bob a quattro: quarto a Igls 2016, medaglia di bronzo a Schönau am Königssee 2017 con Nico Walther, Kevin Kuske e Kevin Korona, ottavo a Whistler 2019 e medaglia di bronzo ad Altenberg 2020 con Nico Walther, Paul Krenz e Joshua Bluhm.
Nelle rassegne continentali vanta invece tre medaglie: due d'argenti colte a Winterberg 2017 nel bob a quattro e a Winterberg 2021 nel bob a due, e una bronzo.
Ha inoltre vinto due titoli nazionali nel bob a quattro.

## Palmarès

### Olimpiadi
- 1 medaglia:
  - 1 argento (bob a quattro a Pyeongchang 2018).

### Mondiali
- 3 medaglie:
  - 1 argento (bob a due ad Altenberg 2021);
  - 2 bronzi (bob a quattro a Schönau am Königssee 2017; bob a quattro ad Altenberg 2020).

### Europei
- 3 medaglie:
  - 2 argenti (bob a quattro a Winterberg 2017; bob a due a Winterberg 2021);
  - 1 bronzo (bob a quattro a Winterberg 2020).

### Mondiali juniores
- 1 medaglia:
  - 1 oro (bob a due a Altenberg 2015).

### Coppa del Mondo
- 20 podi (4 nel bob a due, 16 nel bob a quattro):
  - 7 vittorie (1 nel bob a due, 6 nel bob a quattro);
  - 9 secondi posti (3 nel bob a due, 6 nel bob a quattro);
  - 4 terzi posti (tutti nel bob a quattro).

#### Coppa del Mondo - vittorie
| Data             | Luogo                | Paese       | Disciplina                                                               |
| ---------------- | -------------------- | ----------- | ------------------------------------------------------------------------ |
| 13 dicembre 2015 | Schönau am Königssee | Germania    | a quattro con Nico Walther (pilota), Marko Hübenbecker e Gregor Bermbach |
| 17 gennaio 2016  | Park City            | Stati Uniti | a quattro con Nico Walther (pilota), Marko Hübenbecker e Christian Poser |
| 17 novembre 2017 | Park City            | Stati Uniti | a quattro con Nico Walther (pilota), Kevin Kuske e Christian Poser       |
| 7 gennaio 2018   | Altenberg            | Germania    | a quattro con Nico Walther (pilota), Kevin Kuske e Christian Poser       |
| 21 gennaio 2018  | Schönau am Königssee | Germania    | a quattro con Nico Walther (pilota), Kevin Kuske e Alexander Rödiger     |
| 15 dicembre 2018 | Winterberg           | Germania    | a quattro con Nico Walther (pilota), Paul Krenz e Alexander Rödiger      |
| 12 dicembre 2020 | Innsbruck            | Austria     | a due con Johannes Lochner (pilota)                                      |

### Campionati tedeschi
- 4 medaglie:
  - 2 ori (bob a quattro a Altenberg 2016; bob a quattro a Winterberg 2019[1]);
  - 1 argento (bob a quattro a Schönau am Königssee 2017[2]);
  - 1 bronzo (bob a quattro a Winterberg 2015).

### Coppa Europa
- 4 podi (tutti nel bob a due):
  - 2 vittorie;
  - 2 secondi posti.